# Coobowie
Coobowie är en ort i Australien. Den ligger i kommunen Yorke Peninsula och delstaten South Australia, omkring 80 kilometer väster om delstatshuvudstaden Adelaide.
Trakten är glest befolkad. Närmaste större samhälle är Yorketown, omkring 12 kilometer väster om Coobowie. 
Trakten runt Coobowie består till största delen av jordbruksmark. Genomsnittlig årsnederbörd är 719 millimeter. Den regnigaste månaden är juni, med i genomsnitt 144 mm nederbörd, och den torraste är januari, med 16 mm nederbörd.